# Margaret Howe Lovatt
Margaret Howe Lovatt, nacida Margaret C. Howe (Santo Tomás, Islas Vírgenes de los Estados Unidos, 1942) es una naturalista estadounidense. En la década de 1960, participó en un proyecto de investigación financiado por la NASA en el que intentó enseñar a un delfín llamado Peter a comprender e imitar el lenguaje humano. Cuando era niña, ella leía un libro llamado Miss Kelly, una historia sobre un gato que se comunicaba con los humanos. Esto la inspiró a investigar cómo enseñar a los animales a hablar el lenguaje humano.

## Delfinario
Cuando tenía poco más de 20 años, Lovatt vivía en la isla caribeña de Santo Tomás, donde había un laboratorio de observación e investigación de animales. El director del laboratorio, Gregory Bateson, le permitió observar el comportamiento de los delfines, y quedó impresionado por su entusiasmo y diligencia como observadora a pesar de su falta de formación científica. Mientras trabajaba como voluntaria en el laboratorio, conoció a John C. Lilly, un neurocientífico del Instituto Tecnológico de California. Estaba construyendo un laboratorio de investigación con financiación de la NASA y la Marina de los Estados Unidos con el objetivo de hablar con formas de vida extraterrestres. Para ello, construyó un Delfinario en Santo Tomás. Allí, Lilly alojó a tres delfines, dos hembras llamadas Sissy y Pamela, y un delfín nariz de botella macho más joven llamado Peter. Todos ellos fueron sacados de Marine Studios, y habían coprotagonizado el programa de televisión Flipper. En 1964, el Delfinario ya estaba en pleno funcionamiento, y como Lilly estaba muy ocupado realizando varios viajes, encargó a Lovatt el entrenamiento de los delfines.
El objetivo del experimento era enseñar a los delfines el lenguaje humano. Durante un período de dos años, Lilly y Lovatt intentaron demostrar que el lenguaje humano podía ser imitado por los delfines. Lovatt razonó que si ella vivía con los delfines y emitía sonidos parecidos a los humanos, similar al proceso de una madre enseña a su hijo a hablar, quizás podrían tener éxito. Ella intentó hablar lentamente y cambiar el tono de su voz para poder ayudar a Peter a pronunciar diversas palabras. Lovatt y el delfín macho, Peter, pasaron mucho tiempo juntos en el Delfinario, donde ella documentaba el progreso de Peter con sus lecciones dos veces al día y su estímulo para decir las palabras "Hola Margaret" ("Hello Margaret" en inglés). Según Lovatt, a Peter le resultaba extremadamente difícil pronunciar el sonido de la letra "m" sin hacer burbujas en el agua.
Los experimentos de Lovatt y su relación con Peter, el delfín, fueron documentados en el documental de Christopher Riley The Girl Who Talked to Dolphins.

## Complicaciones
Peter, siendo un delfín adolescente, con frecuencia tenía impulsos sexuales que interrumpían sus lecciones, y llevar a Peter a una piscina al piso de abajo con dos delfines hembras resultó ser un problema para Lovatt. Finalmente, Lovatt alivió los impulsos de Peter ella misma, teniendo relaciones sexuales con él. Más tarde, ella declaró lo siguiente: "No fue sexual de mi parte. Sensual tal vez. Me pareció que hizo que el vínculo fuera más estrecho. No por la actividad sexual, sino por la falta de tener que seguir parando las lecciones. Y eso es realmente todo lo que fue. Estaba allí para conocer a Peter. Eso era parte de la pesonalidad de Peter. Fue una situación incomoda, pero luego simplemente terminamos, y pensaba que lo olvidaríamos y seguiríamos adelante".
El suceso causó una gran controversia, y en la revista Hustler, apareció un artículo titulado "Sexo entre especies: humanos y delfines", que dramatizó la situación y reflejó negativamente su investigación.
Las cosas ya estaban bastante mal en el proyecto debido a la polémica, pero, sin embargo, la situación empeoró todavía más cuando surgieron otros problemas en torno al proyecto. Además de la investigación de Lovatt sobre la comunicación animal, Lilly había recibido financiación para investigar los efectos de la droga LSD. Lilly había estado probando los efectos de la droga en delfines, sin resultados. Como ni sus experimentos de comunicación ni sus investigaciones con el LSD dieron resultados, el Delfinario de Lilly acabó perdiendo toda financiación y, por tanto, el proyecto fracasó. Los delfines fueron trasladados a unas instalaciones diferentes en un edificio bancario remodelado en Miami.
En tanques más pequeños, y dado que el edificio carecía de luz solar y espacio, la salud de Peter se deterioró rápidamente, y finalmente "se suicidó", en palabras de John C. Lilly. El activista defensor de delfines, Ric O'Barry, explicó: "Los delfines no respiran aire automáticamente como nosotros [los humanos]... Cada respiración suya es un esfuerzo consciente. Si la vida se vuelve demasiado insoportable para ellos, los delfines simplemente toman aire y se hunden hasta el fondo. No toman aire nuevamente". Hubo rumores (los cuales terminaron siendo ciertos) de que la razón del "suicidio" de Peter fue debido a que extrañaba la compañía de Lowatt.

## Vida personal
Pese a que la muerte de Peter fue un golpe devastador e impactante para ella, logró superarlo. Lovatt se quedó en la isla y se casó con un fotógrafo que la había ayudado a fotografiar su investigación. Posteriormente, regresaron al Delfinario y, tras varias reformas, lo convirtieron en su nueva casa. Juntos tuvieron tres hijas.

## En la cultura popular
La historia fue parodiada en Saturday Night Live, en el sketch "The Dolphin Who Learned to Speak". Esta historia también es mencionada en el episodio de Rick and Morty "Final DeSmithation".
Margaret Howe Lovatt fue interpretada por Shiri Appleby en el episodio "Drugs" de la serie de televisión Drunk History, con un Duncan Trussell ebrio contando la historia.

## Lectura adicional y enlaces externos
- McGeorge, Alistair (17 de junio de 2014). «Dolphin Sex: Everything you need to know about The Girl Who Talked to Dolphins». The Daily Mirror.
- Waters, Florence (30 de mayo de 2014). «The Woman Who Lived in Sin With a Dolphin». The Telegraph (UK).

- Datos: Q24716885